# شهرستان کریووشینسکی
شهرستان کریووشینسکی (به لاتین: Krivosheinsky District) یک شهرستان در روسیه است که در استان تومسک واقع شده‌است.